# رانسیلیو
رانسیلیو (انگلیسی: Rancilio) شرکت لوازم خانگی ایتالیایی است، که در سال ۱۹۲۷ تأسیس شد.